# Casa de York
La Casa de York fue una dinastía real inglesa. La familia de York estuvo involucrada en la guerra de las Rosas, que ensangrentó a Inglaterra durante el siglo XV.
Su nombre deriva del hecho de que descendían de Ricardo, duque de York, y su símbolo era una rosa blanca. Durante estas guerras se opuso a la Casa de Lancaster. La rivalidad entre los York y los Lancaster comenzó cuando Enrique de Lancaster fue coronado rey en 1399. Al final de la guerra de las Dos Rosas, cuando Ricardo III fue derrotado en la batalla de Bosworth en 1485, Isabel de York se casó con el vencedor, Enrique VII, y sus descendientes, la familia Tudor, gobernaron Inglaterra durante el siglo XVI.

## Descendientes de Eduardo III
La casa de York se inicia con el príncipe Edmundo de Langley, que había sido nombrado por su padre, Eduardo III, duque de York y conde de Cambridge. Edmundo era el cuarto hijo del rey, pero no fue su ascendencia la que legitimó a los York sobre el trono sino el matrimonio de su segundo hijo con Ana Mortimer, bisnieta de Leonel de Amberes, segundo hijo del rey Eduardo. Esta doble ascendencia real le valió a los York, en la guerra de las Dos Rosas, su pretensión frente a los Lancaster, que descendían el hermano menor de Leonel, Juan, y que habían usurpado el trono al último Plantagenet en 1399.

## Guerra de las Dos Rosas
A pesar de su alto estatus nobiliario, Ricardo, duque de York, no consiguió intervenir entre los asesores del rey Enrique VI por las intrigas de la reina Margarita de Anjou y el Duque de Somerset. En 1453, consigue erigirse Lord Protector por la incapacidad del rey, aunque se marcha del país al año siguiente atosigado la reina desterrada, quien recuperó el poder.
En 1455, Ricardo reúne a sus aliados y se enfrentan al partido de los Lancaster en la primera batalla de St Albans, dando inicio a la guerra de las Dos Rosas. En un primer momento, la intención del Duque de York es recuperar su influencia en la corte expulsando a sus enemigos, por lo que no fue hasta octubre de 1460 cuando decide reclamar el trono para sí y sus descendientes. Los York consiguieron capturar al rey en la batalla de Northampton. Parecía el fin de la Guerra, pero Ricardo de York y su hijo Edmundo fueron asesinados en la batalla de Wakefield el 30 de diciembre, dejando el ducado de York y el título de heredero al trono a su hijo mayor, Eduardo.
Eduardo fue apoyado en su reclamación al trono por su primo Lord Warwick, llamado el Hacedor de Reyes, con quien mostró un gran poder militar. Mientras Enrique y Margarita participaban en una campaña en el norte, Warwick tomó la capital donde Eduardo fue coronado en 1461. El nuevo rey afianzó su posición en la batalla de Townton, cuando dominó la mayor parte de los asentamientos.

## Reinado de los York
El reinado de Eduardo IV de Inglaterra estuvo marcado por los continuos enfrentamientos contra los partidarios de Enrique VI. En cierto punto, el propio Warwick y Jorge de Clarence, hermano menor del rey, cambiaron de bando a favor de la reina Margarita de Anjou en la restauración de Enrique VI entre 1470 y 1471. Finalmente, Eduardo recuperó el trono mientras la casa Lancaster llegó su final en 1476 con la misteriosa muerte de Enrique VI, quien permanecía encerrado en la Torre de Londres. También se tuvo que ejecutar a Jorge de Clarence por traición en 1478, popularmente se rumoreó que fue ahogado en Malmsey.
A la muerte del rey en 1483, su hijo de doce años, Eduardo V, ascendió al trono. Pero ese mismo año, el Lord Protector, su tío Tercer duque de York, lo encerró en la Torre de Londres junto a su hermano, Ricardo, duque de York. No se sabe si los llamados Príncipes de la Torre fueron asesinados ni cuando se les dio por muertos, pues el parlamento los declaró ilegítimo al invalidar el matrimonio de sus padres, de esta manera el Lord Protector accedió al trono bajo el nombre de Ricardo III de Inglaterra.

### Caída de la casa York
Ricardo III era un rey muy poco aclamado. La extinción de la casa Lancaster por vía masculina no llevó al fin de su reclamación, que cayó en Enrique Tudor, descendiente a través de su madre de la casa Beufort, una rama legitimada de la familia Lancaster. En otro frente, la ultrajada reina viuda se oponía a su cuñado tras la desaparición de los Príncipes de la Torre, lo que daba fin a la unión de la casa real.
Un primer intento de derrocar a Ricardo fracasó en 1483. Pero dos años más tarde en 1485, el rey y el pretendiente se encontraron en la batalla de Bosworth. Durante la batalla varios nobles traicionaron a Ricardo, lo que facilitó su muerte en ese mismo enfrentamiento.
Tras ser coronado rey, Enrique VII, tomó por esposa a Isabel de York, primogénita de Eduardo IV, unificando así las familias York y Lancaster en una nueva dinastía, los Tudor.

### Pretendientes
En un primer momento, se pensó en los descendientes de Isabel, duquesa de Suffolk, hermana de Eduardo IV y Ricardo III, pero los Tudor supieron callar sus reclamaciones al trono inglés.
Otros posibles herederos son los descendientes de Jorge de Clarence, hermano de los mismos reyes. Sus dos hijos, Eduardo, conde de Warwick, y Margarita, condesa de Salisbury, fueron ejecutados por los Tudor. Los actuales descendientes de Jorge son los condes de Loundoun, título que actualmente ostenta Simon Abney-Hasting. Ya en tiempos del propio Eduardo IV se ponía duda su legitimidad y, por tanto, su derecho al trono. En 2004, un canal británico, Channel 4, recordó los derechos de esta rama llamando al conde "Real monarca de Gran Bretaña".

### Duques de York de la casa de York
| Retrato                                | Duque                                                        | Nacimiento                                                                           | Matrimonio(s)                                                                      | Fallecimiento                             |
| Primera creación, 1385-1415, 1425-1461 |                                                              |                                                                                      |                                                                                    |                                           |
| Edmund of Langley                      | Edmundo de Langley (fundador de la casa de York) (1385-1402) | 5 de junio de 1341 Kings Langley hijo de Eduardo III de Inglaterra y Felipa de Henao | Isabel de Castilla (1372 3 hijos Juana Holland c. 4 de noviembre de 1393 sin hijos | 1 de agosto de 1402 Kings Langley edad 61 |
| Edward of Norwich                      | Eduardo de Norwich (1402-1415)                               | 1373 Norwich hijo de Edmundo de Langley e Isabel de Castilla                         | Felipa de Mohun c. 1397 sin hijos                                                  | 25 de octubre de 1415 Agincourt edad 42   |
| Richard Plantagenet                    | Ricardo Plantagenet (1415-1460)                              | 21 de septiembre de 1411 hijo de Ricardo de Conisburgh y Ana Mortimer                | Cecilia Neville (1437 (12 hijos                                                    | 30 de diciembre de 1460 Wakefield edad 49 |
| Edward Plantagenet                     | Eduardo Plantagenet (1460-1461)                              | 28 de abril de 1442 Rouen hijo de Ricardo Plantagenet y Cecilia Neville              | Elizabeth Woodville (1 de mayo de 1464 (10 hijos                                   | 9 de abril de 1483 Westminster edad 40    |
| Segunda creación, 1474                 |                                                              |                                                                                      |                                                                                    |                                           |
| Richard of Shrewsbury                  | Ricardo de Shrewsbury (1474–1483)                            | 17 de agosto de 1473 Shrewsbury hijo de Eduardo IV e Isabel Woodville                | Ana de Mowbray 15 de enero de 1478 no tuvo hijos                                   | Se desconoce                              |

Edward Plantagenet se convirtió en Eduardo IV en 1461, entonces uniendo el título de Duque de York con la Corona.

### Reyes de Inglaterra de la Casa de York
| Retrato     | Rey                                                                               | Nacimiento                                                                                  | Matrimonio(s)                                                  | Fallecimiento                                                   |
| Edward IV   | Eduardo IV (4 de marzo de 1461 - 3 de octubre de 1470) (11 de abril de 1471-1483) | 28 de abril de 1442 Rouen hijo de Ricardo Plantagenet y Cecilia Neville                     | Elizabeth Woodville Grafton Regis (1 de mayo de 1464 (10 hijos | 9 de abril de 1483 Palacio de Westminster edad 40               |
| Edward V    | Eduardo V (9 de abril de 1483 - 5 de junio de 1483)                               | 2 de noviembre de 1470 Westminster hijo de Eduardo IV y Elizabeth Woodville                 | soltero                                                        | c. 1483 Londres edad unos 12 (presumiblemente asesinado)        |
| Richard III | Ricardo III (26 de junio de 1483-1485)                                            | 2 de octubre de 1452 Castillo de Fotheringhay hijo de Ricardo Plantagenet y Cecilia Neville | Anne Neville Abadía de Westminster (12 de julio de1472 (1 hijo | 22 de agosto de 1485 Bosworth Field edad 32 (muerto en batalla) |

## Árbol genealógico
|  | Casa de York Casa de Tudor Casa de Lancaster – Rey de Inglaterra – Duque de York |

|                                                                      |                                                                      |                                                                      |                                                                      |                                                                      |                                                                      |  |  | Eduardo III (1312-1327-1377)               |                                            |                                            |                                            |                                            |                                            |  |  |                                                         |                                                         |                                                         |                                                         |                                                         |                                                         |  |  |                                                |                                                |                                                |                                                |                                                |                                                |  |  |                                                  |                                                  |                                                  |                                                  |                                                  |                                                  |  |  |                                                          |                                                          |                                                          |                                                          |                                                          |                                                          |  |  |                               |                               |                               |                               |                               |                               |  |  |                                                 |                                                 |                                                 |                                                 |                                                 |                                                 |  |  |  |  |  |  |
|                                                                      |                                                                      |                                                                      |                                                                      |                                                                      |                                                                      |  |  |                                            |                                            |                                            |                                            |                                            |                                            |  |  |                                                         |                                                         |                                                         |                                                         |                                                         |                                                         |  |  |                                                |                                                |                                                |                                                |                                                |                                                |  |  |                                                  |                                                  |                                                  |                                                  |                                                  |                                                  |  |  |                                                          |                                                          |                                                          |                                                          |                                                          |                                                          |  |  |                               |                               |                               |                               |                               |                               |  |  |                                                 |                                                 |                                                 |                                                 |                                                 |                                                 |  |  |  |  |  |  |
|                                                                      |                                                                      |                                                                      |                                                                      |                                                                      |                                                                      |  |  |                                            |                                            |                                            |                                            |                                            |                                            |  |  |                                                         |                                                         |                                                         |                                                         |                                                         |                                                         |  |  |                                                |                                                |                                                |                                                |                                                |                                                |  |  |                                                  |                                                  |                                                  |                                                  |                                                  |                                                  |  |  |                                                          |                                                          |                                                          |                                                          |                                                          |                                                          |  |  |                               |                               |                               |                               |                               |                               |  |  |                                                 |                                                 |                                                 |                                                 |                                                 |                                                 |  |  |  |  |  |  |
| Eduardo de Woodstock Príncipe de Gales el príncipe Negro (1330-1376) | Eduardo de Woodstock Príncipe de Gales el príncipe Negro (1330-1376) | Eduardo de Woodstock Príncipe de Gales el príncipe Negro (1330-1376) | Eduardo de Woodstock Príncipe de Gales el príncipe Negro (1330-1376) | Eduardo de Woodstock Príncipe de Gales el príncipe Negro (1330-1376) | Eduardo de Woodstock Príncipe de Gales el príncipe Negro (1330-1376) |  |  |                                            |                                            |                                            |                                            |                                            |                                            |  |  | Leonel de Amberes Duque de Clarence (1338-1368)         | Leonel de Amberes Duque de Clarence (1338-1368)         | Leonel de Amberes Duque de Clarence (1338-1368)         | Leonel de Amberes Duque de Clarence (1338-1368)         | Leonel de Amberes Duque de Clarence (1338-1368)         | Leonel de Amberes Duque de Clarence (1338-1368)         |  |  | Juan de Gante Duque de Lancaster (1340-1399)   | Juan de Gante Duque de Lancaster (1340-1399)   | Juan de Gante Duque de Lancaster (1340-1399)   | Juan de Gante Duque de Lancaster (1340-1399)   | Juan de Gante Duque de Lancaster (1340-1399)   | Juan de Gante Duque de Lancaster (1340-1399)   |  |  | Edmundo de Langley I Duque de York (1341-1402)   | Edmundo de Langley I Duque de York (1341-1402)   | Edmundo de Langley I Duque de York (1341-1402)   | Edmundo de Langley I Duque de York (1341-1402)   | Edmundo de Langley I Duque de York (1341-1402)   | Edmundo de Langley I Duque de York (1341-1402)   |  |  |                                                          |                                                          |                                                          |                                                          |                                                          |                                                          |  |  |                               |                               |                               |                               |                               |                               |  |  |                                                 |                                                 |                                                 |                                                 |                                                 |                                                 |  |  |  |  |  |  |
| Eduardo de Woodstock Príncipe de Gales el príncipe Negro (1330-1376) | Eduardo de Woodstock Príncipe de Gales el príncipe Negro (1330-1376) | Eduardo de Woodstock Príncipe de Gales el príncipe Negro (1330-1376) | Eduardo de Woodstock Príncipe de Gales el príncipe Negro (1330-1376) | Eduardo de Woodstock Príncipe de Gales el príncipe Negro (1330-1376) | Eduardo de Woodstock Príncipe de Gales el príncipe Negro (1330-1376) |  |  |                                            |                                            |                                            |                                            |                                            |                                            |  |  | Leonel de Amberes Duque de Clarence (1338-1368)         | Leonel de Amberes Duque de Clarence (1338-1368)         | Leonel de Amberes Duque de Clarence (1338-1368)         | Leonel de Amberes Duque de Clarence (1338-1368)         | Leonel de Amberes Duque de Clarence (1338-1368)         | Leonel de Amberes Duque de Clarence (1338-1368)         |  |  | Juan de Gante Duque de Lancaster (1340-1399)   | Juan de Gante Duque de Lancaster (1340-1399)   | Juan de Gante Duque de Lancaster (1340-1399)   | Juan de Gante Duque de Lancaster (1340-1399)   | Juan de Gante Duque de Lancaster (1340-1399)   | Juan de Gante Duque de Lancaster (1340-1399)   |  |  | Edmundo de Langley I Duque de York (1341-1402)   | Edmundo de Langley I Duque de York (1341-1402)   | Edmundo de Langley I Duque de York (1341-1402)   | Edmundo de Langley I Duque de York (1341-1402)   | Edmundo de Langley I Duque de York (1341-1402)   | Edmundo de Langley I Duque de York (1341-1402)   |  |  |                                                          |                                                          |                                                          |                                                          |                                                          |                                                          |  |  |                               |                               |                               |                               |                               |                               |  |  |                                                 |                                                 |                                                 |                                                 |                                                 |                                                 |  |  |  |  |  |  |
|                                                                      |                                                                      |                                                                      |                                                                      |                                                                      |                                                                      |  |  |                                            |                                            |                                            |                                            |                                            |                                            |  |  |                                                         |                                                         |                                                         |                                                         |                                                         |                                                         |  |  |                                                |                                                |                                                |                                                |                                                |                                                |  |  |                                                  |                                                  |                                                  |                                                  |                                                  |                                                  |  |  |                                                          |                                                          |                                                          |                                                          |                                                          |                                                          |  |  |                               |                               |                               |                               |                               |                               |  |  |                                                 |                                                 |                                                 |                                                 |                                                 |                                                 |  |  |  |  |  |  |
| Ricardo II (1367-1377-1399-1400)                                     | Ricardo II (1367-1377-1399-1400)                                     | Ricardo II (1367-1377-1399-1400)                                     | Ricardo II (1367-1377-1399-1400)                                     | Ricardo II (1367-1377-1399-1400)                                     | Ricardo II (1367-1377-1399-1400)                                     |  |  | Edmund Mortimer Conde de March (1352-1381) | Edmund Mortimer Conde de March (1352-1381) | Edmund Mortimer Conde de March (1352-1381) | Edmund Mortimer Conde de March (1352-1381) | Edmund Mortimer Conde de March (1352-1381) | Edmund Mortimer Conde de March (1352-1381) |  |  | Felipa de Clarence Condesa de Ulster (1355-1382)        | Felipa de Clarence Condesa de Ulster (1355-1382)        | Felipa de Clarence Condesa de Ulster (1355-1382)        | Felipa de Clarence Condesa de Ulster (1355-1382)        | Felipa de Clarence Condesa de Ulster (1355-1382)        | Felipa de Clarence Condesa de Ulster (1355-1382)        |  |  | Casa de Lancaster                              | Casa de Lancaster                              | Casa de Lancaster                              | Casa de Lancaster                              | Casa de Lancaster                              | Casa de Lancaster                              |  |  | Eduardo de York II Duque de York (1373-1415)     | Eduardo de York II Duque de York (1373-1415)     | Eduardo de York II Duque de York (1373-1415)     | Eduardo de York II Duque de York (1373-1415)     | Eduardo de York II Duque de York (1373-1415)     | Eduardo de York II Duque de York (1373-1415)     |  |  |                                                          |                                                          |                                                          |                                                          |                                                          |                                                          |  |  |                               |                               |                               |                               |                               |                               |  |  |                                                 |                                                 |                                                 |                                                 |                                                 |                                                 |  |  |  |  |  |  |
| Ricardo II (1367-1377-1399-1400)                                     | Ricardo II (1367-1377-1399-1400)                                     | Ricardo II (1367-1377-1399-1400)                                     | Ricardo II (1367-1377-1399-1400)                                     | Ricardo II (1367-1377-1399-1400)                                     | Ricardo II (1367-1377-1399-1400)                                     |  |  | Edmund Mortimer Conde de March (1352-1381) | Edmund Mortimer Conde de March (1352-1381) | Edmund Mortimer Conde de March (1352-1381) | Edmund Mortimer Conde de March (1352-1381) | Edmund Mortimer Conde de March (1352-1381) | Edmund Mortimer Conde de March (1352-1381) |  |  | Felipa de Clarence Condesa de Ulster (1355-1382)        | Felipa de Clarence Condesa de Ulster (1355-1382)        | Felipa de Clarence Condesa de Ulster (1355-1382)        | Felipa de Clarence Condesa de Ulster (1355-1382)        | Felipa de Clarence Condesa de Ulster (1355-1382)        | Felipa de Clarence Condesa de Ulster (1355-1382)        |  |  | Casa de Lancaster                              | Casa de Lancaster                              | Casa de Lancaster                              | Casa de Lancaster                              | Casa de Lancaster                              | Casa de Lancaster                              |  |  | Eduardo de York II Duque de York (1373-1415)     | Eduardo de York II Duque de York (1373-1415)     | Eduardo de York II Duque de York (1373-1415)     | Eduardo de York II Duque de York (1373-1415)     | Eduardo de York II Duque de York (1373-1415)     | Eduardo de York II Duque de York (1373-1415)     |  |  |                                                          |                                                          |                                                          |                                                          |                                                          |                                                          |  |  |                               |                               |                               |                               |                               |                               |  |  |                                                 |                                                 |                                                 |                                                 |                                                 |                                                 |  |  |  |  |  |  |
|                                                                      |                                                                      |                                                                      |                                                                      |                                                                      |                                                                      |  |  |                                            |                                            |                                            |                                            |                                            |                                            |  |  |                                                         |                                                         |                                                         |                                                         |                                                         |                                                         |  |  |                                                |                                                |                                                |                                                |                                                |                                                |  |  |                                                  |                                                  |                                                  |                                                  |                                                  |                                                  |  |  |                                                          |                                                          |                                                          |                                                          |                                                          |                                                          |  |  |                               |                               |                               |                               |                               |                               |  |  |                                                 |                                                 |                                                 |                                                 |                                                 |                                                 |  |  |  |  |  |  |
|                                                                      |                                                                      |                                                                      |                                                                      |                                                                      |                                                                      |  |  |                                            |                                            |                                            |                                            |                                            |                                            |  |  |                                                         |                                                         |                                                         |                                                         |                                                         |                                                         |  |  |                                                |                                                |                                                |                                                |                                                |                                                |  |  |                                                  |                                                  |                                                  |                                                  |                                                  |                                                  |  |  |                                                          |                                                          |                                                          |                                                          |                                                          |                                                          |  |  |                               |                               |                               |                               |                               |                               |  |  |                                                 |                                                 |                                                 |                                                 |                                                 |                                                 |  |  |  |  |  |  |
|                                                                      |                                                                      |                                                                      |                                                                      |                                                                      |                                                                      |  |  |                                            |                                            |                                            |                                            |                                            |                                            |  |  | Roger de Mortimer Conde de March (1374-1398)            |                                                         |                                                         |                                                         |                                                         |                                                         |  |  |                                                |                                                |                                                |                                                |                                                |                                                |  |  |                                                  |                                                  |                                                  |                                                  |                                                  |                                                  |  |  |                                                          |                                                          |                                                          |                                                          |                                                          |                                                          |  |  |                               |                               |                               |                               |                               |                               |  |  |                                                 |                                                 |                                                 |                                                 |                                                 |                                                 |  |  |  |  |  |  |
|                                                                      |                                                                      |                                                                      |                                                                      |                                                                      |                                                                      |  |  |                                            |                                            |                                            |                                            |                                            |                                            |  |  |                                                         |                                                         |                                                         |                                                         |                                                         |                                                         |  |  |                                                |                                                |                                                |                                                |                                                |                                                |  |  |                                                  |                                                  |                                                  |                                                  |                                                  |                                                  |  |  |                                                          |                                                          |                                                          |                                                          |                                                          |                                                          |  |  |                               |                               |                               |                               |                               |                               |  |  |                                                 |                                                 |                                                 |                                                 |                                                 |                                                 |  |  |  |  |  |  |
|                                                                      |                                                                      |                                                                      |                                                                      |                                                                      |                                                                      |  |  |                                            |                                            |                                            |                                            |                                            |                                            |  |  |                                                         |                                                         |                                                         |                                                         |                                                         |                                                         |  |  |                                                |                                                |                                                |                                                |                                                |                                                |  |  |                                                  |                                                  |                                                  |                                                  |                                                  |                                                  |  |  |                                                          |                                                          |                                                          |                                                          |                                                          |                                                          |  |  |                               |                               |                               |                               |                               |                               |  |  |                                                 |                                                 |                                                 |                                                 |                                                 |                                                 |  |  |  |  |  |  |
|                                                                      |                                                                      |                                                                      |                                                                      |                                                                      |                                                                      |  |  |                                            |                                            |                                            |                                            |                                            |                                            |  |  | Edmundo Mortimer Conde de March (1391-1425)             | Edmundo Mortimer Conde de March (1391-1425)             | Edmundo Mortimer Conde de March (1391-1425)             | Edmundo Mortimer Conde de March (1391-1425)             | Edmundo Mortimer Conde de March (1391-1425)             | Edmundo Mortimer Conde de March (1391-1425)             |  |  |                                                |                                                |                                                |                                                |                                                |                                                |  |  | Ana Mortimer (1390-1411)                         | Ana Mortimer (1390-1411)                         | Ana Mortimer (1390-1411)                         | Ana Mortimer (1390-1411)                         | Ana Mortimer (1390-1411)                         | Ana Mortimer (1390-1411)                         |  |  | Ricardo de Conisburgh III Conde de Cambridge (1385-1415) | Ricardo de Conisburgh III Conde de Cambridge (1385-1415) | Ricardo de Conisburgh III Conde de Cambridge (1385-1415) | Ricardo de Conisburgh III Conde de Cambridge (1385-1415) | Ricardo de Conisburgh III Conde de Cambridge (1385-1415) | Ricardo de Conisburgh III Conde de Cambridge (1385-1415) |  |  |                               |                               |                               |                               |                               |                               |  |  |                                                 |                                                 |                                                 |                                                 |                                                 |                                                 |  |  |  |  |  |  |
|                                                                      |                                                                      |                                                                      |                                                                      |                                                                      |                                                                      |  |  |                                            |                                            |                                            |                                            |                                            |                                            |  |  | Edmundo Mortimer Conde de March (1391-1425)             | Edmundo Mortimer Conde de March (1391-1425)             | Edmundo Mortimer Conde de March (1391-1425)             | Edmundo Mortimer Conde de March (1391-1425)             | Edmundo Mortimer Conde de March (1391-1425)             | Edmundo Mortimer Conde de March (1391-1425)             |  |  |                                                |                                                |                                                |                                                |                                                |                                                |  |  | Ana Mortimer (1390-1411)                         | Ana Mortimer (1390-1411)                         | Ana Mortimer (1390-1411)                         | Ana Mortimer (1390-1411)                         | Ana Mortimer (1390-1411)                         | Ana Mortimer (1390-1411)                         |  |  | Ricardo de Conisburgh III Conde de Cambridge (1385-1415) | Ricardo de Conisburgh III Conde de Cambridge (1385-1415) | Ricardo de Conisburgh III Conde de Cambridge (1385-1415) | Ricardo de Conisburgh III Conde de Cambridge (1385-1415) | Ricardo de Conisburgh III Conde de Cambridge (1385-1415) | Ricardo de Conisburgh III Conde de Cambridge (1385-1415) |  |  |                               |                               |                               |                               |                               |                               |  |  |                                                 |                                                 |                                                 |                                                 |                                                 |                                                 |  |  |  |  |  |  |
|                                                                      |                                                                      |                                                                      |                                                                      |                                                                      |                                                                      |  |  |                                            |                                            |                                            |                                            |                                            |                                            |  |  |                                                         |                                                         |                                                         |                                                         |                                                         |                                                         |  |  |                                                |                                                |                                                |                                                |                                                |                                                |  |  |                                                  |                                                  |                                                  |                                                  |                                                  |                                                  |  |  |                                                          |                                                          |                                                          |                                                          |                                                          |                                                          |  |  |                               |                               |                               |                               |                               |                               |  |  |                                                 |                                                 |                                                 |                                                 |                                                 |                                                 |  |  |  |  |  |  |
|                                                                      |                                                                      |                                                                      |                                                                      |                                                                      |                                                                      |  |  |                                            |                                            |                                            |                                            |                                            |                                            |  |  |                                                         |                                                         |                                                         |                                                         |                                                         |                                                         |  |  |                                                |                                                |                                                |                                                |                                                |                                                |  |  |                                                  |                                                  |                                                  |                                                  |                                                  |                                                  |  |  |                                                          |                                                          |                                                          |                                                          |                                                          |                                                          |  |  |                               |                               |                               |                               |                               |                               |  |  |                                                 |                                                 |                                                 |                                                 |                                                 |                                                 |  |  |  |  |  |  |
|                                                                      |                                                                      |                                                                      |                                                                      |                                                                      |                                                                      |  |  |                                            |                                            |                                            |                                            |                                            |                                            |  |  |                                                         |                                                         |                                                         |                                                         |                                                         |                                                         |  |  |                                                |                                                |                                                |                                                |                                                |                                                |  |  | Ricardo de York III Duque de York (1411-1460)    |                                                  |                                                  |                                                  |                                                  |                                                  |  |  |                                                          |                                                          |                                                          |                                                          |                                                          |                                                          |  |  |                               |                               |                               |                               |                               |                               |  |  |                                                 |                                                 |                                                 |                                                 |                                                 |                                                 |  |  |  |  |  |  |
|                                                                      |                                                                      |                                                                      |                                                                      |                                                                      |                                                                      |  |  |                                            |                                            |                                            |                                            |                                            |                                            |  |  |                                                         |                                                         |                                                         |                                                         |                                                         |                                                         |  |  |                                                |                                                |                                                |                                                |                                                |                                                |  |  |                                                  |                                                  |                                                  |                                                  |                                                  |                                                  |  |  |                                                          |                                                          |                                                          |                                                          |                                                          |                                                          |  |  |                               |                               |                               |                               |                               |                               |  |  |                                                 |                                                 |                                                 |                                                 |                                                 |                                                 |  |  |  |  |  |  |
|                                                                      |                                                                      |                                                                      |                                                                      |                                                                      |                                                                      |  |  |                                            |                                            |                                            |                                            |                                            |                                            |  |  |                                                         |                                                         |                                                         |                                                         |                                                         |                                                         |  |  |                                                |                                                |                                                |                                                |                                                |                                                |  |  |                                                  |                                                  |                                                  |                                                  |                                                  |                                                  |  |  |                                                          |                                                          |                                                          |                                                          |                                                          |                                                          |  |  |                               |                               |                               |                               |                               |                               |  |  |                                                 |                                                 |                                                 |                                                 |                                                 |                                                 |  |  |  |  |  |  |
|                                                                      |                                                                      |                                                                      |                                                                      |                                                                      |                                                                      |  |  |                                            |                                            |                                            |                                            |                                            |                                            |  |  | Eduardo IV IV Duque de York (1442-1461-1470, 1471-1483) | Eduardo IV IV Duque de York (1442-1461-1470, 1471-1483) | Eduardo IV IV Duque de York (1442-1461-1470, 1471-1483) | Eduardo IV IV Duque de York (1442-1461-1470, 1471-1483) | Eduardo IV IV Duque de York (1442-1461-1470, 1471-1483) | Eduardo IV IV Duque de York (1442-1461-1470, 1471-1483) |  |  | Edmundo de York Conde de Rutland (1443-1460)   | Edmundo de York Conde de Rutland (1443-1460)   | Edmundo de York Conde de Rutland (1443-1460)   | Edmundo de York Conde de Rutland (1443-1460)   | Edmundo de York Conde de Rutland (1443-1460)   | Edmundo de York Conde de Rutland (1443-1460)   |  |  | Jorge de Clarence Duque de Clarence (1449-1478)  | Jorge de Clarence Duque de Clarence (1449-1478)  | Jorge de Clarence Duque de Clarence (1449-1478)  | Jorge de Clarence Duque de Clarence (1449-1478)  | Jorge de Clarence Duque de Clarence (1449-1478)  | Jorge de Clarence Duque de Clarence (1449-1478)  |  |  | Ricardo III (1452-1483-1485)                             | Ricardo III (1452-1483-1485)                             | Ricardo III (1452-1483-1485)                             | Ricardo III (1452-1483-1485)                             | Ricardo III (1452-1483-1485)                             | Ricardo III (1452-1483-1485)                             |  |  | Isabel de York (1444–ca.1503) | Isabel de York (1444–ca.1503) | Isabel de York (1444–ca.1503) | Isabel de York (1444–ca.1503) | Isabel de York (1444–ca.1503) | Isabel de York (1444–ca.1503) |  |  | Juan de la Pole II Duque de Suffolk (1442-1492) | Juan de la Pole II Duque de Suffolk (1442-1492) | Juan de la Pole II Duque de Suffolk (1442-1492) | Juan de la Pole II Duque de Suffolk (1442-1492) | Juan de la Pole II Duque de Suffolk (1442-1492) | Juan de la Pole II Duque de Suffolk (1442-1492) |  |  |  |  |  |  |
|                                                                      |                                                                      |                                                                      |                                                                      |                                                                      |                                                                      |  |  |                                            |                                            |                                            |                                            |                                            |                                            |  |  | Eduardo IV IV Duque de York (1442-1461-1470, 1471-1483) | Eduardo IV IV Duque de York (1442-1461-1470, 1471-1483) | Eduardo IV IV Duque de York (1442-1461-1470, 1471-1483) | Eduardo IV IV Duque de York (1442-1461-1470, 1471-1483) | Eduardo IV IV Duque de York (1442-1461-1470, 1471-1483) | Eduardo IV IV Duque de York (1442-1461-1470, 1471-1483) |  |  | Edmundo de York Conde de Rutland (1443-1460)   | Edmundo de York Conde de Rutland (1443-1460)   | Edmundo de York Conde de Rutland (1443-1460)   | Edmundo de York Conde de Rutland (1443-1460)   | Edmundo de York Conde de Rutland (1443-1460)   | Edmundo de York Conde de Rutland (1443-1460)   |  |  | Jorge de Clarence Duque de Clarence (1449-1478)  | Jorge de Clarence Duque de Clarence (1449-1478)  | Jorge de Clarence Duque de Clarence (1449-1478)  | Jorge de Clarence Duque de Clarence (1449-1478)  | Jorge de Clarence Duque de Clarence (1449-1478)  | Jorge de Clarence Duque de Clarence (1449-1478)  |  |  | Ricardo III (1452-1483-1485)                             | Ricardo III (1452-1483-1485)                             | Ricardo III (1452-1483-1485)                             | Ricardo III (1452-1483-1485)                             | Ricardo III (1452-1483-1485)                             | Ricardo III (1452-1483-1485)                             |  |  | Isabel de York (1444–ca.1503) | Isabel de York (1444–ca.1503) | Isabel de York (1444–ca.1503) | Isabel de York (1444–ca.1503) | Isabel de York (1444–ca.1503) | Isabel de York (1444–ca.1503) |  |  | Juan de la Pole II Duque de Suffolk (1442-1492) | Juan de la Pole II Duque de Suffolk (1442-1492) | Juan de la Pole II Duque de Suffolk (1442-1492) | Juan de la Pole II Duque de Suffolk (1442-1492) | Juan de la Pole II Duque de Suffolk (1442-1492) | Juan de la Pole II Duque de Suffolk (1442-1492) |  |  |  |  |  |  |
|                                                                      |                                                                      |                                                                      |                                                                      |                                                                      |                                                                      |  |  |                                            |                                            |                                            |                                            |                                            |                                            |  |  |                                                         |                                                         |                                                         |                                                         |                                                         |                                                         |  |  |                                                |                                                |                                                |                                                |                                                |                                                |  |  |                                                  |                                                  |                                                  |                                                  |                                                  |                                                  |  |  |                                                          |                                                          |                                                          |                                                          |                                                          |                                                          |  |  |                               |                               |                               |                               |                               |                               |  |  |                                                 |                                                 |                                                 |                                                 |                                                 |                                                 |  |  |  |  |  |  |
|                                                                      |                                                                      |                                                                      |                                                                      |                                                                      |                                                                      |  |  |                                            |                                            |                                            |                                            |                                            |                                            |  |  |                                                         |                                                         |                                                         |                                                         |                                                         |                                                         |  |  |                                                |                                                |                                                |                                                |                                                |                                                |  |  |                                                  |                                                  |                                                  |                                                  |                                                  |                                                  |  |  |                                                          |                                                          |                                                          |                                                          |                                                          |                                                          |  |  |                               |                               |                               |                               |                               |                               |  |  |                                                 |                                                 |                                                 |                                                 |                                                 |                                                 |  |  |  |  |  |  |
| Enrique VII (1457-1485-1509)                                         | Enrique VII (1457-1485-1509)                                         | Enrique VII (1457-1485-1509)                                         | Enrique VII (1457-1485-1509)                                         | Enrique VII (1457-1485-1509)                                         | Enrique VII (1457-1485-1509)                                         |  |  | Isabel de York (1466-1503)                 | Isabel de York (1466-1503)                 | Isabel de York (1466-1503)                 | Isabel de York (1466-1503)                 | Isabel de York (1466-1503)                 | Isabel de York (1466-1503)                 |  |  | Eduardo V (1470-1483-?)                                 | Eduardo V (1470-1483-?)                                 | Eduardo V (1470-1483-?)                                 | Eduardo V (1470-1483-?)                                 | Eduardo V (1470-1483-?)                                 | Eduardo V (1470-1483-?)                                 |  |  | Ricardo de Shrewsbury I Duque de York (1473–?) | Ricardo de Shrewsbury I Duque de York (1473–?) | Ricardo de Shrewsbury I Duque de York (1473–?) | Ricardo de Shrewsbury I Duque de York (1473–?) | Ricardo de Shrewsbury I Duque de York (1473–?) | Ricardo de Shrewsbury I Duque de York (1473–?) |  |  | Eduardo Plantagenet Conde de Warwick (1475-1499) | Eduardo Plantagenet Conde de Warwick (1475-1499) | Eduardo Plantagenet Conde de Warwick (1475-1499) | Eduardo Plantagenet Conde de Warwick (1475-1499) | Eduardo Plantagenet Conde de Warwick (1475-1499) | Eduardo Plantagenet Conde de Warwick (1475-1499) |  |  | Eduardo de Middleham Príncipe de Gales (ca. 1473-1484)   | Eduardo de Middleham Príncipe de Gales (ca. 1473-1484)   | Eduardo de Middleham Príncipe de Gales (ca. 1473-1484)   | Eduardo de Middleham Príncipe de Gales (ca. 1473-1484)   | Eduardo de Middleham Príncipe de Gales (ca. 1473-1484)   | Eduardo de Middleham Príncipe de Gales (ca. 1473-1484)   |  |  |                               |                               |                               |                               |                               |                               |  |  |                                                 |                                                 |                                                 |                                                 |                                                 |                                                 |  |  |  |  |  |  |
| Enrique VII (1457-1485-1509)                                         | Enrique VII (1457-1485-1509)                                         | Enrique VII (1457-1485-1509)                                         | Enrique VII (1457-1485-1509)                                         | Enrique VII (1457-1485-1509)                                         | Enrique VII (1457-1485-1509)                                         |  |  | Isabel de York (1466-1503)                 | Isabel de York (1466-1503)                 | Isabel de York (1466-1503)                 | Isabel de York (1466-1503)                 | Isabel de York (1466-1503)                 | Isabel de York (1466-1503)                 |  |  | Eduardo V (1470-1483-?)                                 | Eduardo V (1470-1483-?)                                 | Eduardo V (1470-1483-?)                                 | Eduardo V (1470-1483-?)                                 | Eduardo V (1470-1483-?)                                 | Eduardo V (1470-1483-?)                                 |  |  | Ricardo de Shrewsbury I Duque de York (1473–?) | Ricardo de Shrewsbury I Duque de York (1473–?) | Ricardo de Shrewsbury I Duque de York (1473–?) | Ricardo de Shrewsbury I Duque de York (1473–?) | Ricardo de Shrewsbury I Duque de York (1473–?) | Ricardo de Shrewsbury I Duque de York (1473–?) |  |  | Eduardo Plantagenet Conde de Warwick (1475-1499) | Eduardo Plantagenet Conde de Warwick (1475-1499) | Eduardo Plantagenet Conde de Warwick (1475-1499) | Eduardo Plantagenet Conde de Warwick (1475-1499) | Eduardo Plantagenet Conde de Warwick (1475-1499) | Eduardo Plantagenet Conde de Warwick (1475-1499) |  |  | Eduardo de Middleham Príncipe de Gales (ca. 1473-1484)   | Eduardo de Middleham Príncipe de Gales (ca. 1473-1484)   | Eduardo de Middleham Príncipe de Gales (ca. 1473-1484)   | Eduardo de Middleham Príncipe de Gales (ca. 1473-1484)   | Eduardo de Middleham Príncipe de Gales (ca. 1473-1484)   | Eduardo de Middleham Príncipe de Gales (ca. 1473-1484)   |  |  |                               |                               |                               |                               |                               |                               |  |  |                                                 |                                                 |                                                 |                                                 |                                                 |                                                 |  |  |  |  |  |  |
|                                                                      |                                                                      |                                                                      |                                                                      |                                                                      |                                                                      |  |  |                                            |                                            |                                            |                                            |                                            |                                            |  |  |                                                         |                                                         |                                                         |                                                         |                                                         |                                                         |  |  |                                                |                                                |                                                |                                                |                                                |                                                |  |  |                                                  |                                                  |                                                  |                                                  |                                                  |                                                  |  |  |                                                          |                                                          |                                                          |                                                          |                                                          |                                                          |  |  |                               |                               |                               |                               |                               |                               |  |  |                                                 |                                                 |                                                 |                                                 |                                                 |                                                 |  |  |  |  |  |  |
|                                                                      |                                                                      |                                                                      |                                                                      |                                                                      |                                                                      |  |  |                                            |                                            |                                            |                                            |                                            |                                            |  |  |                                                         |                                                         |                                                         |                                                         |                                                         |                                                         |  |  |                                                |                                                |                                                |                                                |                                                |                                                |  |  |                                                  |                                                  |                                                  |                                                  |                                                  |                                                  |  |  |                                                          |                                                          |                                                          |                                                          |                                                          |                                                          |  |  |                               |                               |                               |                               |                               |                               |  |  |                                                 |                                                 |                                                 |                                                 |                                                 |                                                 |  |  |  |  |  |  |
| Arturo Príncipe de Gales (1486-1502)                                 | Arturo Príncipe de Gales (1486-1502)                                 | Arturo Príncipe de Gales (1486-1502)                                 | Arturo Príncipe de Gales (1486-1502)                                 | Arturo Príncipe de Gales (1486-1502)                                 | Arturo Príncipe de Gales (1486-1502)                                 |  |  | Enrique VIII Duque de York (1491-1509-1547 | Enrique VIII Duque de York (1491-1509-1547 | Enrique VIII Duque de York (1491-1509-1547 | Enrique VIII Duque de York (1491-1509-1547 | Enrique VIII Duque de York (1491-1509-1547 | Enrique VIII Duque de York (1491-1509-1547 |  |  |                                                         |                                                         |                                                         |                                                         |                                                         |                                                         |  |  | Margarita Tudor (1489-1541                     | Margarita Tudor (1489-1541                     | Margarita Tudor (1489-1541                     | Margarita Tudor (1489-1541                     | Margarita Tudor (1489-1541                     | Margarita Tudor (1489-1541                     |  |  | María Tudor (1496-1533)                          | María Tudor (1496-1533)                          | María Tudor (1496-1533)                          | María Tudor (1496-1533)                          | María Tudor (1496-1533)                          | María Tudor (1496-1533)                          |  |  |                                                          |                                                          |                                                          |                                                          |                                                          |                                                          |  |  |                               |                               |                               |                               |                               |                               |  |  |                                                 |                                                 |                                                 |                                                 |                                                 |                                                 |  |  |  |  |  |  |